# IEEE 802.11h-2003
IEEE 802.11h-2003 또는 IEEE 802.11h는 IEEE 802.11 표준의 스펙트럼과 전송 전원 관리 확장에 관한 추가 개정판이다. 802.11h는 인공위성 또는 동일한 5 GHz 주파수 영역을 사용하는 레이다 장비와의 간섭 문제를 해결한다. 본래는 유럽의 규제에 맞추기 위해 기획되었으나 현재는 미국, 일본 등 다른 나라에서도 널리 사용되고 있다. 이 표준은 802.11a의 매체 접근 제어 계층(MAC Layer)에 동적 주파수 선택(DFS)과 전송 전원 제어(TPC) 기술을 적용하였다. 현재는 IEEE 802.11-2007 표준에 통합되었다.

## 스펙트럼과 전송 파워 관리 확장
DFS(Dynamic Frequency Selection)는 AP가 레이다를 포함하는 채널을 사용하는 것을 방지한다. 또한 인공위성과의 간섭을 줄이기 위해서 에너지를 분산한다. TPC(Transmit Power Control)은 인공위성과의 간섭을 줄이기 위해서 평균 파워를 최대 규정 파워 이하로 조정한다.

### DFS (Dynamic Frequency Selection)
DFS 영역으로 정해진 채널을 사용하려는 경우 채널 사용 전에 채널 사용 여부를 일정시간동안 모니터링 한 후 사용 중인 다른 장비가 없는 경우 채널을 사용한다. 주어진 채널에 신호가 있으면 다른 장비가 사용중이므로 DFS 능력이 있는 Master 장비는 제어 신호를 전송하게 되고 간섭을 방지하기 위해 client 장비가 채널을 이동하게 된다. 유럽 연합의 경우 5150-5350 MHz와 5470-5725 MHz 대역이, 미국의 경우 5250–5350 MHz와 5470–5725 MHz이 DFS 영역으로 지정되어 있다.

## 같이 보기
- IEEE 802.11a